# Qazaqstan Kubogy 2010
La Qazaqstan Kubogy 2010 è stata la 19ª edizione della Coppa del Kazakistan. Il torneo è iniziato il 18 aprile 2010 e si è concluso il 14 novembre successivo.

## Primo turno
| Squadra 1      | Risultato | Squadra 2      |
| -------------- | --------- | -------------- |
| 18 aprile 2010 |           |                |
| Kaspıı         | 3 - 0     | Aqtóbe-Jas     |
| Laşın          | 2 - 1     | Qaisar         |
| Spartak Semeı  | 0 - 4     | Vostok Óskemen |
| Sunqar         | 2 - 1     | Aq Bulaq       |
| Cesna          | 4 - 0     | Ile-Säulet     |
| Bolat          | 3 - 2     | Qazaqmıs       |
| Gefest         | 3 - 0     | Astana 1964    |
| 19 aprile 2010 |           |                |
| Qyzyljar       | 3 - 0     | Asbest         |

## Secondo turno
| Squadra 1      | Risultato       | Squadra 2 |
| -------------- | --------------- | --------- |
| 24 aprile 2010 |                 |           |
| Kaspıı         | 0 - 2           | Laşın     |
| Vostok Óskemen | 1 - 0           | Sunqar    |
| Cesna          | 3 - 3 (5-4 dtr) | Qazaqmıs  |
| Gefest         | 3 - 2 (dts)     | Qyzyljar  |

## Terzo turno
| Squadra 1      | Risultato | Squadra 2         |
| -------------- | --------- | ----------------- |
| 16 maggio 2010 |           |                   |
| Jetisý         | 1 - 0     | Qairat            |
| Atyrau         | 9 - 2     | Oqjetpes          |
| Ordabasy       | 5 - 0     | Aqjaıyq           |
| Taraz          | 1 - 0     | Ertis             |
| Laşın          | 0 - 2     | Aqtöbe            |
| Cesna          | 0 - 3     | Lokomotıv Astana  |
| Vostok Óskemen | 0 - 1     | Tobyl             |
| Gefest         | 0 - 4     | Shahter Qaraǵandy |

## Quarti di finale
| Squadra 1         | Risultato | Squadra 2 |
| ----------------- | --------- | --------- |
| 26 settembre 2010 |           |           |
| Jetisý            | 3 - 0     | Atyrau    |
| Lokomotıv Astana  | 1 - 0     | Taraz     |
| Shahter Qaraǵandy | 2 - 1     | Aqtöbe    |
| Tobyl             | 1 - 4     | Ordabasy  |

## Semifinali
| Squadra 1                     | Totale      | Squadra 2        | Andata | Ritorno |
| ----------------------------- | ----------- | ---------------- | ------ | ------- |
| 19 ottobre / 10 novembre 2010 |             |                  |        |         |
| Jetisý                        | 0 - 2       | Lokomotıv Astana | 0 - 1  | 0 - 1   |
| Shahter Qaraǵandy             | 2 - 2 (gfc) | Ordabasy         | 0 - 1  | 2 - 1   |

## Finale
| Arbitro: | Xïsamwtdïnov (Pavlodar) |

|            |           |  |
| Rojkov 35’ | Marcatori |  |